# Matelica
Matelica je italská obec v provincii Macerata v oblasti Marche.
V roce 2012 zde žilo 10 187 obyvatel.

## Sousední obce
Apiro, Castelraimondo, Cerreto d'Esi (AN), Esanatoglia, Fabriano (AN), Fiuminata, Gagliole, Poggio San Vicino, San Severino Marche

## Vývoj počtu obyvatel
Zdroj: 